# Francuska Ekvatorska Afrika
Francuska Ekvatorska Afrika (fra. Afrique-Équatoriale française; eng. French Equatorial Africa) ili AEF federacija je francuskih kolonija u srednjoj Africi koja se proteže sjeverno od rijeke Kongo do pustinje Sahare.

## Povijest
Francuska Ekvatorska Afrika osnovana je 1910., te je kao federacija francuskih kolonija u Africi činila četiri teritorija:
- Gabon,
- Središnji Kongo danas Republika Kongo,
- Oubangui-Chari ili Ubangi-Shari (danas Srednjoafrička Republika) i
- Čad.

Tom federacijom upravljao je generalni guverner (zajedno sa zamjenicima) dok mu je grad Brazzaville bio sjedište. Generalni guverner imao je veliku kontrolu i moć upravljanja nad federacijom, uključujući vanjsku i unutarnju sigurnost, ekonomske i financijske poslove, a odgovarao je francuskom ministru kolonija. Zamjenici guvernera nazivaju se poručnicima koje imenuje francuska Vlada. Oni u kolonijama provode odluke guvernera. Sustav djelovanja je veoma centraliziran iako su se u razdoblju između 1910. – 1946. postojali napori o decentralizaciji upravljanja iz središnjice u Brazzavilleu.
1911. Francuska je dio teritorija Središnjeg Konga ustupila Njemačkom Kamerunu kao rezultat Agadirske krize. Taj teritorij vraćen je nakon poraza Njemačke u 1. svjetskom ratu, dok je Kamerun postao francuska kolonija ali nije uključen u sastav federacije Francuske Ekvatorske Afrike.
Tijekom kraja 1920-ih i početkom 1930-ih, André Matsoua osniva anti-kolonijalni pokret "Société Amicale des Originaires de l'A.E.F." te traži francusko državljanstvo za stanovnike tog područja.
Tijekom 2. svjetskog rata Francuska Ekvatorska Afrika pristupila je snagama "Slobodna Francuska", dok je vođa bio Félix Eboué (kolovoz 1940.). Izuzetak je bio Gabon koji je pripadao Višijevskoj Francuskoj (između 16. lipnja 1940. i 12. studenoga 1940.). Tako je Francuska Ekvatorska Afrika postala središtem francuskog vojnog djelovanja u Africi.
1944. postavljena je nova francuska kolonijalna politika. Tako je guverner Félix Eboué donio "La Nouvelle politique de l'coloniale AEF" kojim se ukinuo prisilni rad.
Prema podacima iz 1950., Francuska Ekvatorska Afrika imala je 4 143 922 stanovnika.
Tijekom Francuske IV. Republike (1946. – 1958.) afrička federacija bila je zastupljena u francuskom Parlamentu. 1958. bio je referendum kako bi Francuska Ekvatorska Afrika postala neovisna unutar francuske zajednice. Trenutna afrička federacija je raspuštena te je 1959. osnovana "Unija Centralno Afričkih Republika". Tek su u kolovozu 1960. te zemlje postale potpuno nezavisne.

## Francuska kolonijalna uprava

### Gabon
Francuska preuzima ulogu zaštitnika zemlje potpisivanjem ugovora 1839. i 1841. Francuski istraživači između 1862. i 1887. istražuju guste gabonske džungle. Najpoznatiji od njih bio je grof Pierre de Brazza Savorgnan, koji je istraživao gornji tok rijeke Kongo.
1885. Francuska okupira Gabon, ali u francusku administraciju ulazi tek 1903. godine., dok 1910. postaje jedna od četiri zemlje Francuske Ekvatorske Afrike.
Jeunesse Gabonais prva je gabonska politička stranka, osnovana 1922.

#### Nezavisnost
Zanimljivo je da je Gabon od svih zemalja Francuske Ekvatorske Afrike posljednji stekao nezavisnost, 17. kolovoza 1960.
U vrijeme gabosnke nezavisnosti 1960., postojale su dvije političke stranke:
- Bloque démocratique Gabonais (BDG)., vođa - Léon M’ba
- Union démocratique et Sociale Gabonaise (UDSG)., vođa - Jean-Hilaire Aubame.

Prvi nezavisni izbori održani su po parlamentarnom sustavu, no ni jedna strana nije uspjela dobiti glasačku većinu. BDG dobiva podršku tri od četiri nezavisna zastupnika zakonodavne vlasti. Leon M'ba imenovan je premijerom.
Zaključivši da je u Gabonu nedovoljan broj ljudi za dvostranački sustav, čelnici obiju stranaka dogovorili su se da svi kandidati uđu na zajedničku listu. U izborima u veljači 1961., Leon M'ba postaje gabonski predsjednik a JH Aubame ministar vanjskih poslova.

#### Uloga Francuske poslije dekolonizacije
Francuske vojne snage uspostavile su Vladu predsjednika M'baa, nakon što je svrgnut u puču bez krvoprolića 18. veljače 1964. godine.

### Središnji Kongo (Republika Kongo)
Nakon Berlinske konferencije o Africi, glavne europske sile krenule su u utrku da povećaju svoju kontrolu nad afričkim kontinentom. Rast kapitalizma i industrijalizacije u Europi, dovelo je do brzo rastuće potražnje za afričkim sirovinama, kao što su guma, palmino ulje i pamuk. Tako je Kongo (koji je danas podijeljen na Republiku i DR Kongo) nova meta za osvajanje jakih europskih nacija. Čak četiri zemlje borile su se za dominaciju nad tim prostorom - Francuska, Belgija, Portugal i Velika Britanija.
Cijela ta podjela rezultirala je sljedećim: Portugal je dobio područje Cabinda, Francuska veliko područje sjeverno od rijeke Kongo (danas Republika Kongo) a Belgija samo malo uporište na ušću rijeke Kongo, ali i ogromno zaleđe (danas DR Kongo, bivši Zair).
Kao i Gabon, i to kongoaško (francusko) kolonijalno područje istraživao je grof Pierre de Brazza Savorgnan.
Do Središnjeg Konga stigao je nakon putovanja od Gabona, preko rijeka Ogooué i Lefini te je 1880. stigao u kraljevstvo Teke. 10. rujna 1880. potpisan je ugovor s tamošnjim kraljem Makoko o uspostavi francuske kontrole nad tim dijelom Afrike. Ubrzo nakon toga malo mjesto pod imenom Mfoa preimenovano je u Brazzaville u čast istraživaču Brazzi Savorgnanu. Također, taj grad postaje i sjedište generalnog guvernera i njegovih zamjenika.
Uspostavljanje francuske kontrole bilo je veoma teško. Belgijski kralj Leopold II. pokušao je dobiti uporište na sjevernoj obali rijeke Kongo. Britanski istraživač Henry Morton Stanley poslan je da pokori područje oko Brazzavillea. Jedan od važnijih protu-francuskih ustanaka bila je Bahangala buna 1892. godine, a predvodio ga je Mabiala Ma Nganga. Buna je započela ubojstvom francuskog administratora Lavala, a završila je 1896.
Mnoge kasnije pobune bile su rezultat francuske politike zlostavljanja lokalnog stanovništva, kao i uvođenje prisilnog rada. Sva svoja prava tamošnje je afričko stanovništvo izgubilo zakonom "Code de l'indigénat" kojim je uveden prisilni rad.
Budući da francuska Vlada nije željela potrošiti previše novaca na novu koloniju, dala je koncesiju privatnim tvrtkama za iskorištavanje bogatstava kongoaške kolonije.
15. siječnja 1910. Središnji Kongo ulazi u sastav Francuske Ekvatorske Afrike, a dio Konga ustupljen je Njemačkom Kamerunu kao rezultat Agadirske krize te za njemačko priznavanje francuskih prava u Maroku. Njemačka vladavina trajala je svega pet godina. Porazom Njemačke u 1. svjetskom ratu, Francuska vraća izgubljeni dio Konga, ali i Njemački Kamerun.
Francuska vladavina u Središnjem Kongu bila je iznimno brutalna. Izgradnja 511 km duge željeznice na relacijama Chemin de fer Kongo - Brazzaville i Océan - Pointe-Noire odnjela je 23.000 života. Svaki afrički otpor francuskoj kolonijalnoj vlasti bio je brutalno potisnut.
Najistaknutiji kongoaški političar do 1956. bio je Jean-Félix Tchicaya. Zajedno s vođom Obale Bjelokosti - Félix Houphouët-Boignyjem i drugima, formirao je "Rassemblement démocratique Africain" (RDA) 1946., dok je 1947. formirao "Part Progressiste Africain". 
28. studenoga 1958. Središnji Kongo dobiva autonomiju, a 15. kolovoza 1960. proglašava nezavisnost.
21. studenoga 1945., Tchicaya je postao jedan od prvih afričkih vođa izabran u francuski parlament.

#### Nezavisnost
Danas je glavni grad Republike Kongo (bivši Središnji Kongo) Brazzaville, dok je u vrijeme Francuske Ekvatorske Afrike to bio Pointe Noire. Punu nezavisnost od Francuske, Kongo stječe 15. kolovoza 1960. Premijerom postaje Fulbert Youlou, koji kasnije biva proglašen i prvim predsjednikom te države.

#### Uloga Francuske poslije dekolonizacije
Francuska je s Kongom zadržala ali i nastavila održavanje međusobnih odnosa. Tako Francuska svojoj bivšoj koloniji pruža različite oblike pomoći, od kulturnog i obrazovnog do ekonomskog oblika pomoći.
Sam Kongo, kao zemlja bogata naftom, omogućila je francuskoj naftnoj kompaniji Elf Aquitaine da 1968. na teritoriju Konga otvori vlastite pogone za preradu nafte. Tako je nafta važan izvozni proizvod Konga u Francusku.

### Oubangui-Chari ili Ubangi-Shari (Centralno Afrička Republika)
U ovome dijelu Afrike, Francuska uspostavlja kolonijalnu upravu 1903. nakon poraza egipatskih snaga. Naime, taj teritorij htio je egipatski sultan. Teritorij Oubangui-Chari spojen je s kolonijom Čad 1906. godine. Četiri godine kasnije postaje jedna od četiri države članice federacije Francuska Ekvatorska Afrika.
To područje najprije je istražio francuski istraživač Pierre de Brazza Savorgnan koji je imao ekspedicije do rijeke Ubangi u nastojanju da proširi francusko kolonijalno carstvo u središnjoj Africi. Tijekom 1890. i 1891. poslane su ekspedicije do rijeke Sangha na JZ Centralnoafričke Republike.
1894. diplomatskim putem utvrđene su granice između francuskog i belgijskog Konga te njemačkog Kameruna. Kao i u središnjem Kongu, tako je i u Centralnoj Africi francuska Vlada privatnim tvrtkama dala koncesiju na iskorištavanje resursa u toj zemlji. Također, i u toj zemlji postojao je brutalan način prisiljavanja lokalnog stanovništva na prisilni rad te je stanovništvo moralo plaćati porez. To je dovodilo do brojnim protu-francuskih sukoba. Zaposlenici koncesijskih tvrtki, kolonijalni dužnosnici i francuski vojnici strijeljanjem su "smirivali situaciju".
Tijekom prvog desetljeća francuske uprave (1900. – 1910.) tamošnje stanovništvo moglo je proizvoditi domaće proizvode koji su prodavani na europskom tržištu.
U razdoblju između 1920. – 1930. započinje period tranzicije u kojem je sagrađena mreža cesta, formirane su mobilne zdravstvene usluge protiv raznih bolesti i zaraza (npr.bolest spavanja), usjevi su se počeli naplaćivati te dolaze protestantski misionari u različitim dijelovima zemlje. Prisilni rad nije ukinut te je mnogo života izgubljeno zbog iscrpljenosti i bolesti tijekom gradnje željeznice.
1925. francuski pisac Andre Gide objavljuje knjigu "Voyage au Kongo" u kojima opisuje brojne zločine nad tamošnjim stanovništvom koje su počinili zaposlenici koncesijskih tvrtki.
1928. izbila je velika pobuna koja je trajala nekoliko godina. Ona se smatra najvećom anti-kolonijalnom pobunom u Africi tokom međuratnih godina. Ona je pomno skrivana od francuske javnosti zbog snažnog protivljenja francuske javnosti protiv francuske kolonijalne vladavine i uvođenja prisilnog rada.
U razdoblju između 1930. – 1940. važnim dobrima pokazali su se pamuk, čaj, kava, dijamanti i zlato. Osnivaju se plantaže kave, dok tvrtke za obradu pamuka dobivaju monopol na "pamučnim područjima".
U razdoblju između 1940. – 1950. započinju političke reforme u toj zemlji.

#### Nezavisnost
Dana 1. prosinca 1958. kolonija Ubangi-Shari postaje autonomno područje unutar francuske zajednice i uzima ime Srednjoafrička Republika. Njen osnivač i predsjednik Barthélémy Boganda, umro je u misterioznoj avionskoj nesreći 1959., samo osam dana prije posljednjih izbora u kolonijalno doba.
13. kolovoza 1960. Srednjoafrička Republika stekla je neovisnost, a dva od najbližih Bogandinih suradnika - Abel Goumba i David Dacko, uključuju se u borbu za vlast. Predsjednikom postaje David Dacko.

#### Uloga Francuske poslije dekolonizacije
David Dacko postaje Srednjoafričkim predsjednikom uvelike i zbog potpore Francuske, dok je njegov protukandidat Abel Goumba uskoro uhićen.

### Čad
Nakon istraživanja unutrašnjosti središnje Afrike, francuski kolonizatori okupirali su i prostor koji se danas naziva Čad. Početkom 1890-ih započeli su vojni pohodi u Čadu protiv tamošnjeg stanovništva koje je predvodio Rabih az-Zubayr. On je poražen tek 1900. godine u bitci kod Kousséri-ja.
Čad najprije postaje francuski vojni teritorij 1900.
1905. Čad postaje članicom afričke federacije koja će 1910. biti nazvana Francuska Ekvatorska Afrika. Na ljestvici francuskih kolonijalnih prioriteta (unutar Francuske Ekvatorske Afrike), Čad se našao na samome dnu. Sam Čad bio je zanimljiv Francuzima zbog sirovog pamuka te uvođenja prisilnog rada.
Iako je Čad bio u sastavu afričke federacije, za razliku od drugih zemalja (Gabon, Središnji Kongo, Centralnoafrička Republika), nije dobio status zasebne kolonije ili jedinstvene upravne politike. To je trebao čekati sve do 1920. godine. Kao i u svakoj toj koloniji, tako je i u Čadu upravljao zamjenik generalnog guvernera, odnosno poručnik. Za razliku od ostalih triju kolonija, guvernerov zamjenik za Čad imao je veću autonomiju upravljanja. Jedan razlog bila je velika udaljenost od guvernerova sjedišta u Brazzavilleu. Drugi razlog bio je francusko veće zanimanje za preostale kolonije. Tako su taj prostor osiguravale svega tri bojne jedinice sa svega 3.000 vojnika.
Za razliku od drugih kolonija, u Čadu su postojali prešutni dogovori između lokalnog pustinjskog stanovništva i francuske vojne administracije. Tako je to područje bilo relativno sigurno te je bio zadovoljen minimalni nivo javnog reda i mira. Tek je u prefekturama Ouaddaï i Biltine postojao otpor francuskom kolonijalizmu.
Slabi kolonijalni nadzor postojao je u pustinjskoj prefekturi Kanem te naseljenim područjima prefektura Guéra i Salamat. Kasnije je Francuska imala potpunu kontrolu samo na jugu zemlje pomoći kolonijalnog sustava direktne civilne uprave. Međutim, u središtu zemlje i na sjeveru to nije bio razlog.
Čad se istaknuo 1940. kada je bio prva kolonija koja se borila za pokret "Slobodna Francuska" tijekom 2. svjetskog rata.

#### Nezavisnost
Kao i druge zemlje članice federacije, tako je i Čad 1958. postao nezavisan unutar francuske zajednice, dok je 1960. ta država postala potpuno nezavisna.

#### Uloga Francuske poslije dekolonizacije
Francuska je bila najvažniji inozemni donator u Čadu prva tri desetljeća nakon nezavisnosti 1960. Krajem 1980-ih ekonomske veze još su bile jake te Francuska šalje Čadu razvojnu pomoć u obliku kredita i bespovratnih sredstava.
Za vrijeme francuskog predsjednika Mitteranda, odnosi Francuske i Čada dodatno su pojačani zbog francuski ekonomskih, političkih i strateških ciljeva u toj zemlji. Tijekom Čadsko-libijskog rata (1978. – 1987.) Francuska je pazila da zbog Čada ne zahladi odnose s Libijom s kojom je također surađivala.
Zbog ratnih sukoba unutar samog Čada, danas u toj zemlji djeluje Francuska Legija stranaca kao mirovna misija zajedno s mirovnim misijama drugih zemalja.

## Poznate ličnosti
Tijekom postojanja Francuske Ekvatorske Afrike, na tom dijelu kontinenta javile su se mnoge političke i vojne ličnosti. Neki od njih služili su Francuskoj i njenim kolonijalnim interesima, dok su se neke nakon 2. svjetskog rata i vremena de-kolonijalizacije borile za nezavisnost svojih zemalja. Najpoznatije ličnosti toga vremena su - André Matsoua i Félix Adolphe Eboue.

### André Matsoua
André Matsoua smatra se ocem kongoaškog nacionalizma. On je započeo s pokretom otpora prema francuskoj kolonijalnoj vlasti. Obrazovanje je stjecao u lokalnim školama gdje su predavali francuski misionari. Tamo je dobio "kontakt" s modernim europskim razmišljanjima. Nakon toga odlazi u Francusku gdje se pridružuje njihovoj vojsci koja se borila u Maroku gdje je izbila pobuna. Kući se vraća s činom dočasnika te stječe podršku nekih dijelova francuskog društva, kao francuske komunističke partije kao i elemenata unutar Templarskog reda ("slobodni zidari").
Zbog nacionalističkog pokreta osuđen je (zajedno sa suradnicima) u progonstvo u Čad. To je dovelo do brojnih nereda i demonstracija protiv francuske uprave. 1940. pridružio se francuskoj vojsci u ratu protiv njemačke invazije 1940. U jednoj borbi je ranjen te je 8. veljače 1941. vraćen u Brazzaville. Tamo ga je guverner Félix Eboué osudio na doživotni rad u radnim logorima. Pod nejasnim okolnostima umro je 13. siječnja 1942. u zatvoru. Najvjerojatnije je ubijen zajedno sa svojim nacionalističkim pristašama.

### Félix Adolphe Eboue
Félix Adolphe Eboue rođen je u Francuskoj Gvajani te je bio francuski kolonijalni administrator na području Francuske Ekvatorske Afrike kao i vođa afrikanaca u pokretu "Slobodna Francuska".
Otac koji je bio govornik odgajao ga je po kreolskoj tradiciji. Inače je potomak afričkih robova.
U školi je bio briljantan učenik te je dobio stipendiju za školovanje u srednjoj školi u Bordeauxu. Studij prava završava u Parizu.
U francuskoj kolonijalnoj povijesti postat će upamćen kao prvi ne-bijeli guverner. Dvadeset godina služio je u Oubangui Chari (Centralnoafrička Republika) a zatim u francuskom prekomorskom departmanu Martinique. 1936. postavljen je za guvernera Gvadalupa. Dvije godine kasnije, zbog sukoba s nadređenima, dobiva prekomandu u Čad. Imao je značajnu ulogu o potpori čadskog naroda pokretu "Slobodna Francuska" 1940. godine.
Kao guverner Francuske Ekvatorske Afrike tijekom 1940. – 1944., djelovao je na poboljšanju statusa Afrikanaca i smanjenju poreza. Omogućio je visoko obrazovanje za oko 200 Afrikanaca te je neke Gabonce postavio na pozicije državnih službenika na položajima vlasti.
Bio je frankofonac koji je promovirao uporabu francuskog jezika u Africi, no zagovarao je očuvanje afričke tradicije.
Tijekom života bio je odlikovan državnim ordenima "Legija časti" i "Križ oslobođenja" te je bio član "Vijeća Reda oslobođenja". Bio je prvi crnac koji je bio odlikovan tako visokim francuskim nacionalnim priznanjima.
Umro je od srčanog udara tijekom posjeta Kairu. Njemu u čast pariški metro "Paris Metro" preimenovan je u Félix Éboué.

## Valuta
Kao valuta koristio se Franak Francuske Ekvatorske Afrike. Nezavisnošću svih četiri zemalja ove federacije, Centralnoafrička Republika počinje koristiti vlastiti CFA franak. Danas se ta valuta koristi i u preostale tri države Francuske Ekvatorske Afrike (Gabon, Republika Kongo i Čad).

## Poštanske marke
Poštanska uprava svake od četiri zemlje federacije bila je odvojena do 1936. te je svaka zasebno izdavala poštanske marke. Serije maraka sa slikama lokalnog krajolika i stanovništva počela se izdavati tek 1946. godine.

## Francuska jezična ostavština
Tijekom francuskog kolonijalizma u zemljama federacije ostavljena je velika frankofonska jezična ostavština. Tako je u Gabonu i Republici Kongo, francuski jezik jedini službeni jezik. U Centralnoafričkoj Republici francuski je uz jezik sango službeni jezik, dok u Čadu, francuski s arapskim jezikom dijeli poziciju službenog jezika zemlje.
Također, sve su te zemlje članice Frankofonije, međunarodne organizacije koja predstavlja skup država, zemalja i regija koji koriste francuski kao nacionalni jezik, službeni jezik, jezik međunarodne komunikacije i kao radni jezik.

## Trgovina s Francuskom
Iako su raspadom Francuske Ekvatorske Afrike i dekolonijalizacijom nastale četiri nove države, one su ipak i poslije nezavisnosti nastavile s trgovinskom suradnjom s Francuskom. U svim zemljama (izuzev Centralnoafričke Republike), Francuska je prvi uvozni partner. Postotak uvoza francuskih roba i usluga je različit te varira (ovisno o zemlji) između 1/6 pa do 1/3 ukupnog uvoza.
Što se izvoza ovih afričkih zemalja tiče, vidljivo je da Francuska ne uvozi većinu njihovih izvoznih proizvoda. Većina dobara tih zemalja izvozi se u SAD, NR Kinu, Japan i Belgiju dok je Francuska tek treći, četvrti ili pak šesti izvozni partner zemalja bivše Francuska Ekvatorske Afrike.
| Gabon                    | Gabon                 | Gabon                | Gabon                  |
| % uvoza iz Francuske     | Rang francuskog uvoza | % izvoza u Francusku | Rang francuskog izvoza |
| ------------------------ | --------------------- | -------------------- | ---------------------- |
| 32,2 %                   | 1. uvozni partner     | 6,2 %                | 4. izvozni partner     |
| Republika Kongo          |                       |                      |                        |
| 22,2 %                   | 1. uvoni partner      | 5,6 %                | 3. izvozni partner     |
| Srednjoafrička Republika |                       |                      |                        |
| 13,6 %                   | 2. uvozni partner     | 4,3%                 | 6. izvozni partner     |
| Čad                      |                       |                      |                        |
| 17,6 %                   | 1. uvozni partner     | -                    | -                      |

## Vanjske poveznice
Sestrinski projekti
|  | Zajednički poslužitelj ima još gradiva o temi Francuska Ekvatorska Afrika |